# Scotchgard
Scotchgard és un producte de la marca 3M (Minnesota Mining and Manufacturing Company), una companyia multinacional dels Estats Units dedicada a investigar, desenvolupar, manufacturar i comercialitzar tecnologies diversificades. El Schotchgard és un repel·lent a l'aigua i a les taques per aplicar als teixits, mobles i catifes i protegir-los de les taques.

## Història
La fórmula original pel Scotchgard va ser descoberta accidentalment el 1952 pels químics de 3M, Patsy Sherman i Samuel Smith. La venda va començar el 1956, i l'any 1973 els dos químics van rebre la patent per a la fórmula.
L'Environmental Protection Agency (EPA) va iniciar una investigació l'any 1999, sobre la classe dels productes químics utilitzats a Scotchgard, després de rebre informació sobre la distribució global i la toxicitat de sulfonat de perfluorooctà (PFOS), «ingredient clau» de Scotchgard. El compost perfluorooctanesulfonamide (PFOSA), un precursor de PFOS, era altre ingredient, i també descrit com «ingredient clau» de Scotchgard. Sota la pressió de l' EPA, l'any 2000, l'empresa 3M va anunciar l'eliminació gradual de la producció de PFOA, PFOS, i productes afins del PFOS.
3M va tornar a formular Scotchgard i des de juny de 2003 ha reemplaçat PFOS per àcid perfluorobutanosulfónico (PFBS). El PFBS té una vida molt més curta que el PFOS -una mica més d'un mes enfront de 5,4 anys-. Al maig de 2009, el PFOS es va determinar que era un contaminant orgànic persistent (COP) pel Conveni d'Estocolm.